# 한국사진앨범인쇄협동조합연합회
한국사진앨범인쇄협동조합연합회는 사진앨범인쇄업계의 발전을 도모하기 위하여 1987년 11월 10일 설립된 문화체육관광부 소관의 특수법인이다. 사무실은 서울특별시 영등포구 영등포동 7가 94-280 해원빌딩 302호에 있다.

## 주요 업무
- 생산, 가공, 판매, 구매, 보관, 운송 등 공동사업
- 조합원간의 사업조성에 관한 기획 및 조정
- 조합원 권익보호